# Конарский, Адам

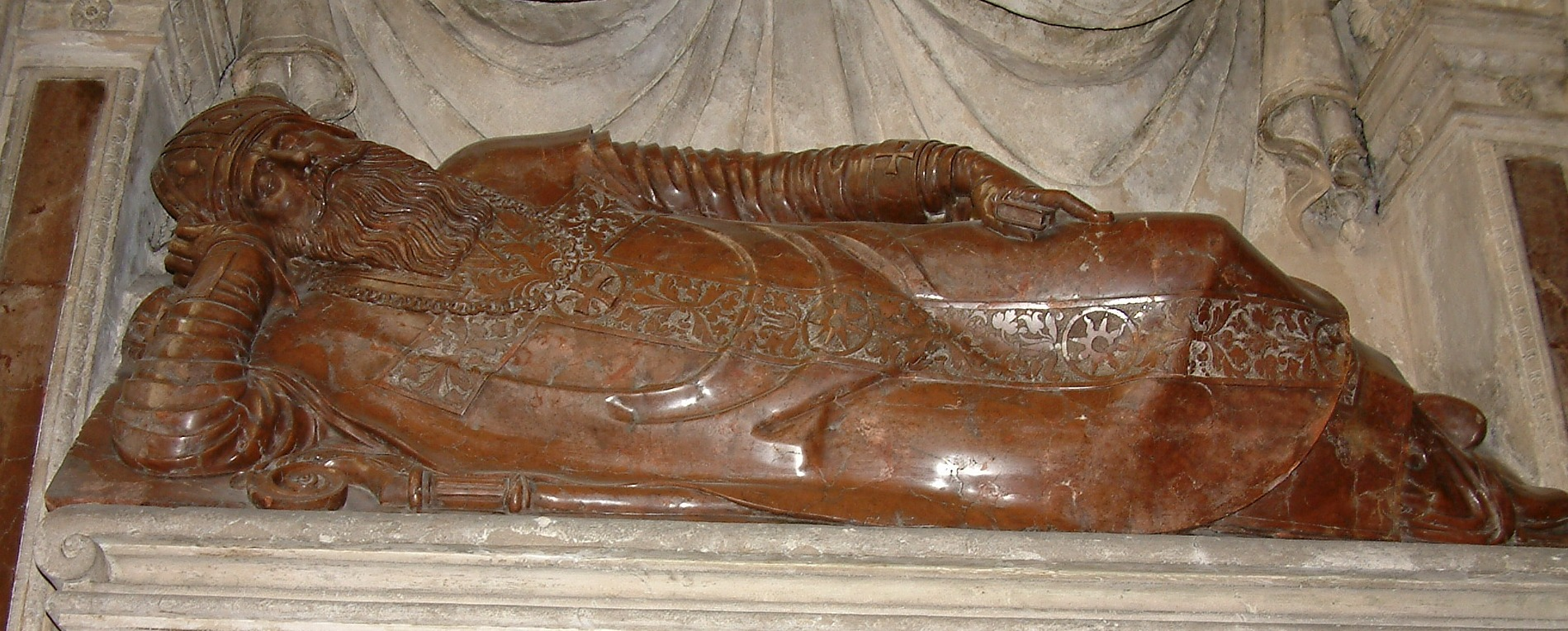
Надгробие Адама Конарского в познаньской архикафедре-базилике, созданная Д. Канавези

Адам Конарский (пол. Adam Konarski) (1526—1574) — Епископ Познанский, любимец Сигизмунда-Августа.

## Биография
Ещё в качестве краковского каноника ездил к папе Павлу IV, затем, после смерти королевы Боны (1557), к испанскому королю Филиппу. Приятель Станислава Гозия, Конарский привлёк в Познань иезуитов. После выбора Генриха Валуа Адам Конарский в 1573 во главе посольства отправился во Францию и затем торжественно встретил короля в Познани. На пути на конвокационный сейм, после бегства Генриха из Польши, Конарский умер. Он был одним из активных противников реформации в Польше.